# Población Quebrada Márquez
La Población Quebrada Márquez es un conjunto arquitectónico ubicado en la calle Márquez, en la quebrada entre los cerros Arrayán y Santo Domingo, en la ciudad de Valparaíso, Chile. Se compone de cinco edificios de viviendas en bloque, inaugurados en 1949, que se encuentran relacionados con la topografía de la quebrada, lugar donde se delimitan las laderas de los cerros adyacentes. Fue declarada Monumento Nacional de Chile, en la categoría de Zona Típica, mediante el Decreto Exento n.º 605, art. 1°, del 31 de agosto de 2001.

## Historia

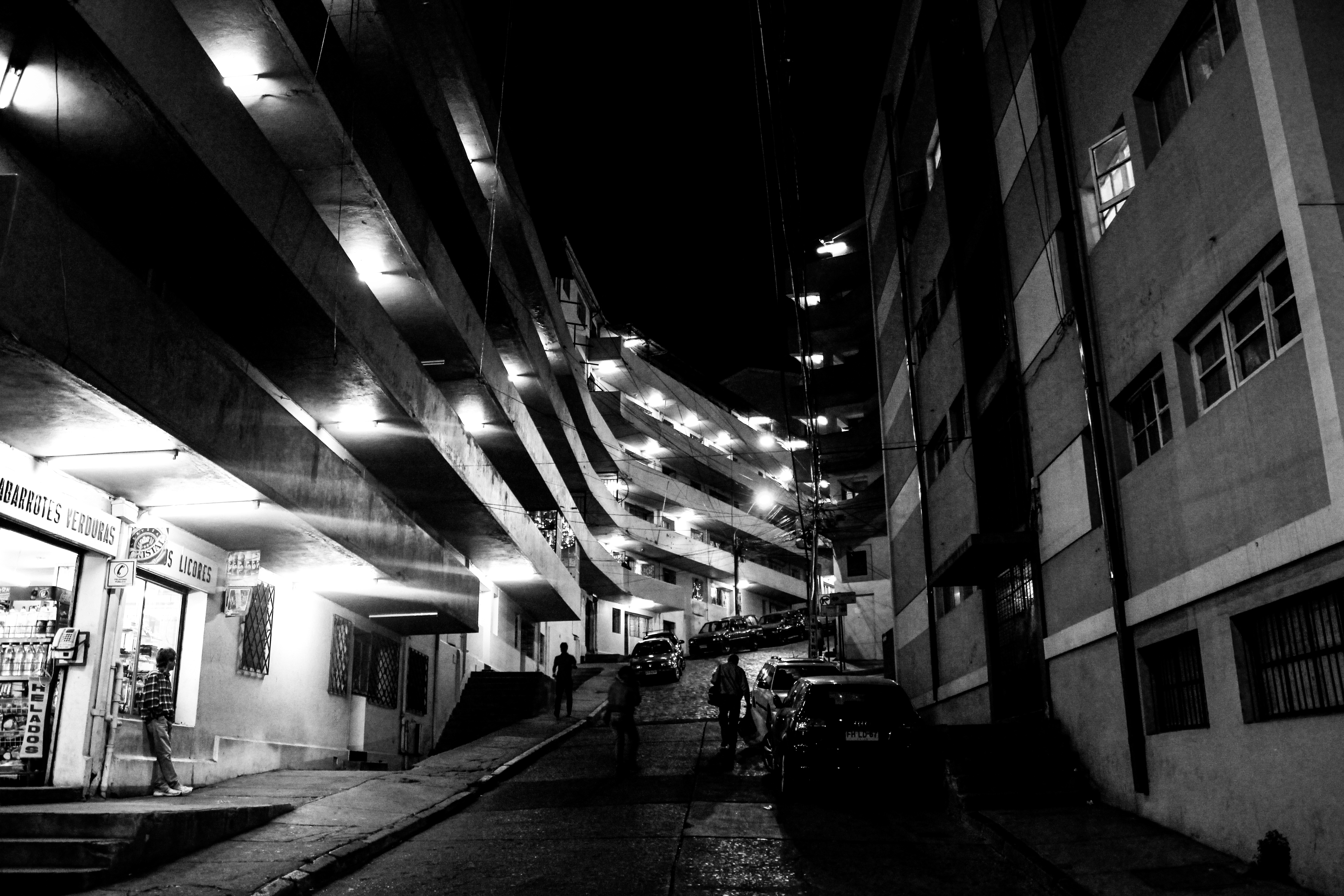
Vista del conjunto habitacional de noche.

El conjunto habitacional fue edificado entre los años 1946 y 1949 como viviendas sociales a través de la Caja de Habitación Popular del Estado, bajo el gobierno del presidente Gabriel González Videla. Fue construido por el ingeniero Pedro Goldsack, siendo uno de los primeros conjuntos en ser construidos por la Caja de Habitación Popular, respondiendo al déficit habitacional de esos años.
Luego de la declaratoria por la Unesco de Valparaíso como Patrimonio de la Humanidad en el año 2003, se puso en marcha el plan para recuperar fachadas de la ciudad, parte del Programa de Recuperación y Desarrollo Urbano de Valparaíso. En el año 2008, en marco de este plan se recuperó la fachada del conjunto habitacional de la Quebrada Márquez, con una inversión de cerca de 70 millones de pesos.

## Descripción
La quebrada y calle representan el límite entre los cerros Arrayán y Santo Domingo, ubicados próximos a la Iglesia de la Matriz. La calle es de uso compartido, tanto para vehículos como para peatones, con la presencia de varios miradores a la bahía y cerros adyacentes.
El conjunto habitacional está compuesto de cinco edificios en bloque de cuatro a cinco pisos de estilo moderno, que siguen la topografía de la quebrada y que presentan un uso casi exclusivamente residencial. Cuenta con pasarelas y balcones para la accesibilidad a las viviendas, creando fachadas continuas escalonadas según la pendiente de la quebrada. Estas circulaciones horizontales nacen a nivel de la calle y terminan a cinco metros de altura, generando miradores.